# ガリナ・ジビナ
ガリナ・ジビナ (ロシア語: Галина Ивановна Зыбина, ラテン文字転写: Galina Ivanovna Zybina、1931年1月22日 - 2024年8月10日）は、旧ソビエト連邦の陸上競技選手。砲丸投の選手として1952年ヘルシンキオリンピックから4大会連続出場。初出場のヘルシンキオリンピックでは15.28mの記録で、自身初となる世界新記録を出し、金メダルを獲得。以後1956年メルボルンオリンピックでは銀メダル、1964年東京オリンピックでも銅メダルを獲得した。
ヘルシンキオリンピック以後、ジビナは1956年までに砲丸投で8回の世界新記録を樹立した。
ジビナは砲丸投以外にも1950年のヨーロッパ選手権ではやり投で銅メダルを、1954年のヨーロッパ選手権では円盤投で銅メダルを獲得している。
2024年8月10日に死去。93歳没。

## 自己ベスト
- 砲丸投　17.50m (1964年)
- 円盤投　48.62m (1955年)
- やり投　54.98m (1958年)

## 主な実績
| 年   | 大会                 | 場所                         | 種目   | 結果 | 記録   |
| ---- | -------------------- | ---------------------------- | ------ | ---- | ------ |
| 1950 | ヨーロッパ陸上選手権 | ブリュッセル(ベルギー)       | やり投 | 銅   | 42.75m |
| 1952 | オリンピック         | ヘルシンキ(フィンランド)     | 砲丸投 | 金   | 15.28m |
| 1954 | ヨーロッパ陸上選手権 | ベルン(スイス)               | 砲丸投 | 金   | 15.65m |
| 1954 | ヨーロッパ陸上選手権 | ベルン(スイス)               | 円盤投 | 銅   | 44.77m |
| 1956 | オリンピック         | メルボルン(オーストラリア)   | 砲丸投 | 銀   | 16.53m |
| 1960 | オリンピック         | ローマ(イタリア)             | 砲丸投 | 7位  | 15.56m |
| 1962 | ヨーロッパ陸上選手権 | ベオグラード(ユーゴスラビア) | 砲丸投 | 銅   | 16.95m |
| 1964 | オリンピック         | 東京(日本)                   | 砲丸投 | 銅   | 17.45m |

## 著書
- 『勝利の誓い(スポーツ新書)』（大島鎌吉(翻訳)、西郷竹彦(翻訳)、ベースボールマガジン社、1956）